# Sphaerotherium lichtensteinii
Sphaerotherium lichtensteinii är en mångfotingart som beskrevs av Brandt 1833. Sphaerotherium lichtensteinii ingår i släktet Sphaerotherium och familjen Sphaerotheriidae. Inga underarter finns listade i Catalogue of Life.